# قرض (فیلم ۲۰۱۴)
«قرض» (انگلیسی: The Debt (2014 film)) یک فیلم کوتاه با کارگردانی محمود شولیزاده است که در سال ۲۰۱۴ منتشر شد.